# Сероле
Сероле (італ. Serole, п'єм. Seiròle) — муніципалітет в Італії, у регіоні П'ємонт,  провінція Асті.
Сероле розташоване на відстані близько 460 км на північний захід від Рима, 75 км на південний схід від Турина, 39 км на південь від Асті.
Населення — 127 осіб (2014).
Щорічний фестиваль відбувається 10 серпня. Покровитель — Святий Лаврентій.

## Демографія
Населення за роками:

Станом на 1 січня 2023 року в муніципалітеті офіційно проживало 13 іноземців з 6 країн, серед них 5 громадян країн Євросоюзу.

## Сусідні муніципалітети
- Кортемілія
- Мерана
- Ольмо-Джентіле
- Перлетто
- Пеццоло-Валле-Уццоне
- П'яна-Кріія
- Роккаверано
- Спіньо-Монферрато